# إيساكا ساوادوغو
إيساكا ساوادوغو (بالفرنسية: Isaka Sawadogo)‏ (مواليد 1966)، هُو مُمثل بوركينابي.

## وصلات خارجية
- إيساكا ساوادوغو في قاعدة بيانات الأفلام على الإنترنت